# Rock On (álbum)
Rock On es el primer álbum de estudio del cantautor inglés David Essex. Fue publicado en noviembre de 1973 a través de Columbia Records. Producido por Jeff Wayne, Rock On se grabó en los estudios Advision, en Londres, Inglaterra, por el ingeniero Gary Martin.

## Recepción de la crítica
Un escritor no especificado de la revista Cash Box declaró: “Es probable que David Essex se convierta en un fenómeno de duelo, ya que su excelente carrera discográfica, que salió a la luz en este impresionante LP debut, y sus proyectos cinematográficos (provocados por el lanzamiento de su primer largometraje, That'll Be The Day) están siendo liberados simultáneamente. Musicalmente, al menos, David parece encaminarse hacia la cima. Este álbum, que destaca su exitoso sencillo en tiempo 2-7, es un nocaut al igual que el roquero «Streetlight». David escribió la mayoría de las canciones del LP el año pasado y son melodías pop notablemente capaces”. Un escritor no especificado de la revista Billboard escribió: “Conjunto extremadamente interesante de este cantante/compositor/actor británico con los inusuales arreglos de conversación/canto de su éxito, «Rock On», así como una selección de canciones antiguas que incluyen «Turn Me Loose» de Fabian. El artista tiene una voz extremadamente flexible y los arreglos de cuerdas de Jeff Wayne también ayudan al conjunto”.

## Lista de canciones
Todas las canciones escritas y compuestas por David Essex, excepto donde esta anotado. 
| Lado uno |                 |          |  |
| N.º      | Título          | Duración |  |
| 1.       | «Lamplight»     | 2:56     |  |
| 2.       | «Turn Me Loose» | 2:18     |  |
| 3.       | «On and On»     | 2:51     |  |
| 4.       | «Streetfight»   | 3:50     |  |
| 5.       | «Rock On»       | 3:24     |  |

| Lado dos |                                                   |          |  |
| N.º      | Título                                            | Duración |  |
| 1.       | «Ocean Girl»                                      | 3:10     |  |
| 2.       | «Bring in the Sun» (Jeff Wayne, Tony Hertz)       | 4:36     |  |
| 3.       | «For Emily, Whenever I May Find Her» (Paul Simon) | 2:56     |  |
| 4.       | «We All Insane»                                   | 3:03     |  |
| 5.       | «Tell Him No» (Travis Pritchett)                  | 3:58     |  |
| 6.       | «September 15th»                                  | 1:22     |  |

## Créditos y personal
Créditos adaptados desde las notas de álbum de Rock On.
- David Essex – voces
- Jo Partridge, Mark Griffiths, Kirby – guitarra
- Herbie Flowers – bajo eléctrico
- John Morton – ondas Martenot
- Julie Covington, Doreen Chanter, Irene Chanter, Jimmy Helms, Jimmy Thomas, Tom Saffrey, Billy Laurie, Paul Vigrass, Gary Osborne – coros
- Barry de Souza – batería
- Ray Cooper – percusión
- Allen Hawkshaw, Jeff Wayne – teclados, sintetizador Moog

Personal técnico
- Jeff Wayne – productor, arreglos, conductor
- Gary Martin – ingeniero de audio
- London Weekend Television – fotografía

## Posicionamiento
| Gráfica (1973–74)                         | Pico de posición |
| ----------------------------------------- | ---------------- |
| Australia (Kent Music Report)             | 37               |
| Canadá (RPM Top Albums)                   | 24               |
| Estados Unidos (Billboard Top LPs & Tape) | 32               |
| Reino Unido (UK Albums Chart)             | 7                |

## Certificaciones y ventas
| País              | Certificación | Ventas |
| ----------------- | ------------- | ------ |
| Reino Unido (BPI) | Plata         | 60 000 |